# CIRCLES (MONKEY MAJIKのアルバム)
『CIRCLES』は2024年7月24日に発売した、MONKEY MAJIKの14枚目（メジャーでは12枚目）のアルバム。

## 概要
- 前作『curtain call』より約1年半振りの新作となっている。
- 本作には、ドラマ「地球の歩き方」エンディングテーマ・「The Good Life」や、日本テレビ系「ぶらり途中下車の旅」4〜9月度エンディングテーマ「Borderline」、Def Techとのコラボレーション楽曲「O.G.summer」などの配信シングルを含めた10曲が収録されている。
- また、初回限定盤付属のDVD/Blu-rayには、『MONKEY MAJIK Studio sessions 2024』で演奏された全15曲が収録されている。

## 収録曲

### CD
1. Scramble
  - アルバム発売に先立って先行配信が行われた。
2. O.G. Summer
  - 配信シングル。Def Techとのコラボレーション作品。
3. HYLMN
4. Imposter
5. Fashion
6. Borderline
  - 配信シングル。「ぶらり途中下車の旅」エンディング。
7. RESCUE
8. Unknown
9. The Good Life
  - 配信シングル。ドラマ「地球の歩き方」エンディング。
10. Be With You

### DVD/Blue-ray（初回限定盤のみ）
MONKEY MAJIK Studio Sessions 2024
1. Around The World
2. Together
3. Scramble
4. 空はまるで
5. fly
6. ただ、ありがとう
7. Headlight
8. アイシテル
9. Running In The Dark
10. Borderline
11. The Good Life
12. 魔法の言葉
13. Change
14. Bicycle
15. LONG SHOT PENNY

## MV・タイアップ

### MV
| 公開日        | 曲名          | 監督             | その他                                  |
| 2024年3月3日  | The Good Life | MATHIEU MOINDRON |                                         |
| 2024年6月1日  | Borderline    | AmonRyu          | 出演:Miya Bellamy                       |
| 2024年6月12日 | O.G．Summer   | QQQ              | MONKEY MAJIK × Def Tech                 |
| 2024年7月3日  | Scramble      | AmonRyu          |                                         |
| 2024年8月3日  | Imposter      | AmonRyu          | 出演:吉田一樹                           |
| 2024年7月15日 | 空はまるで    | -                | [MONKEY MAJIK Studio Sessions 2024]より |
| 2024年7月24日 | Scramble      | -                | [MONKEY MAJIK Studio Sessions 2024]より |

### タイアップ
| トラック番号 | 曲名          | タイアップ                                                |
| 06           | Borderline    | 日テレ系「ぶらり途中下車の旅」4月〜9月度テーマソング      |
| 08           | Unknown       | 東北ろうきん20周年記念ソング                              |
| 09           | The Good Life | テレビ大阪 真夜中ドラマ「地球の歩き方」エンディングテーマ |
| ------------ | ------------- | --------------------------------------------------------- |